# Parartotrogus richardi
Parartotrogus richardi är en kräftdjursart som beskrevs av T. och A. Scott 1893. Parartotrogus richardi ingår i släktet Parartotrogus, och familjen Cancerillidae. Arten har ej påträffats i Sverige.